# Meridiano 115 W
O meridiano 115 W é um meridiano que, partindo do Polo Norte, atravessa o Oceano Ártico, América do Norte, Oceano Pacífico, Oceano Antártico, Antártida e chega ao Polo Sul. Forma um círculo máximo com o Meridiano 65 E.
No Canadá, este meridiano forma a fronteira entre Nunavut e Territórios do Noroeste a norte do paralelo 70 N e a totalidade da fronteira entre Saskatchewan e Alberta.
Nos Estados Unidos da América, o meridiano formava a fronteira ocidental do histórico e "extralegal" Território de Jefferson.
Começando no Polo Norte, o meridiano 115 Oeste tem os seguintes cruzamentos:
| País, território ou mar  | Notas                                                                                        |
| ------------------------ | -------------------------------------------------------------------------------------------- |
| Oceano Ártico            |                                                                                              |
| Canadá                   | Territórios do Noroeste - Ilha Brock                                                         |
| Estreito de Ballantyne   |                                                                                              |
| Corpo de água sem nome   | Passa a oeste da Ilha Emerald, Territórios do Noroeste                                       |
| Canadá                   | Territórios do Noroeste - Ilha Melville                                                      |
| Estreito de McClure      |                                                                                              |
| Canadá                   | Territórios do Noroeste - Ilha Victoria                                                      |
| Prince Albert Sound      |                                                                                              |
| Canadá                   | Territórios do Noroeste - Ilha Victoria Nunavut - Ilha Victoria                              |
| Estreito Dolphin e Union |                                                                                              |
| Canadá                   | Nunavut - continente                                                                         |
| Golfo Coronation         |                                                                                              |
| Canadá                   | Nunavut Territórios do Noroeste - passa no Grande Lago do Escravo Alberta Colúmbia Britânica |
| Estados Unidos           | Montana Idaho Nevada Califórnia                                                              |
| México                   | Baja California Sonora Baja California Sonora Baja California                                |
| Oceano Pacífico          | Baía de Sebastián Vizcaíno                                                                   |
| México                   | Baja California Sur                                                                          |
| Oceano Pacífico          | Passa a oeste da Ilha Clarion, México                                                        |
| Oceano Antártico         |                                                                                              |
| Antártida                | Território não reclamado                                                                     |